# 494 a. C.
El año 494 a. C. fue un año del calendario romano prejuliano. En la República Romana se conocía como el Año del consulado de Tricosto y Gémino (o menos frecuentemente, año 260 Ab urbe condita). 

## Acontecimientos
- Batalla naval de Lade. Los persas derrotan a la escuadra de la Liga Jónica y queman Mileto. Termina la revuelta jónica.
- Los persas reconquistan la isla de Samos y la provincia de Caria.
- Demarato es destituido como rey de Esparta y reemplazado por Leotíquidas, hijo de Menares. Demarato se refugia en la corte del rey persa Darío I.
- Cleómenes I de Esparta derrota a Argos en el puerto de Tirinto.
- Anaxilao se proclama tirano de las ciudades de Regio y Zancle (Mesina).
- En Roma, los plebeyos se retiran al monte Sacro amenazando con separarse de Roma; consiguen que se instituya una magistratura que los defienda: los tribunos de la plebe.

## Nacimientos
- Démades, orador y político ateniense

- Datos: Q237721